# Petroniusz (imię)
Petroniusz – imię męskie pochodzenia łacińskiego. Pochodzi od rzymskiego nazwiska rodowego Petroniuszy (gens Petronia), przy czym nazwa rodu Petronia jest związana prawdopodobnie z etruskim petruni o nieustalonym znaczeniu. Petroniusz jest nadawany w Polsce co najmniej od pierwszej poł. XIX wieku. Istnieje trzech świętych katolickich o tym imieniu.
Jego żeńskim odpowiednikiem jest Petronia.
Petroniusz imieniny obchodzi: 
- 10 stycznia, w dniu wspomnienia św. Petroniusza, biskupa Die,
- 6 września, w dniu wspomnienia św. Petroniusza, biskupa Werony,
- 4 października, w dniu wspomnienia św. Petroniusza, biskupa Bolonii

Znane osoby noszące imię Petroniusz: 
- Petroniusz (27–66) – rzymski pisarz (poeta), filozof i polityk; arbiter elegantiae
- Petroniusz Maksymus – (ok. 396–455) – rzymski polityk

Zobacz też: 
- Petroniusz – postać z powieści Quo vadis Henryka Sienkiewicza
- (3244) Petronius – planetoida
- Petronius Platform – platforma wydobywcza w Zatoce Meksykańskiej,